# Salles-de-Barbezieux
Salles-de-Barbezieux är en kommun i departementet Charente i regionen Nouvelle-Aquitaine i västra Frankrike. Kommunen ligger  i kantonen Barbezieux-Saint-Hilaire som ligger i arrondissementet Cognac. År 2022 hade Salles-de-Barbezieux 400 invånare.

## Befolkningsutveckling
Antalet invånare i kommunen Salles-de-Barbezieux
Referens:INSEE